# Belgische Zuidpoolexpeditie 1970
De Belgische Zuidpoolexpeditie verbleef in de antarctische zomer van 1970 op de Zuid-Afrikaanse basis SANAE I in de Baai van Polarbjørn op de kust van Antarctica. De expeditie stond onder leiding van geoloog Tony van Autenboer en gebeurde in samenwerking met een Zuid-Afrikaanse expeditie. De expeditie was geen succes omdat tijdens een testvlucht het vliegtuig van de expeditie, een Otter, neerstortte en vuur vatte. Hierbij ging het wetenschappelijk materiaal voor de radio-echopeiling naar de dikte van het ijs verloren. Het was voor lange tijd de laatste Belgische expeditie naar de Zuidpool.

## Expeditieleden
- Tony Van Autenboer (B), expeditieleider / geologie / glaciologie
- R. Arnhem (B), piloot
- S. Berckmans (B), elektronica
- J.M. Corbisier (B), elektricien
- R. Dubray (B), mecanicien
- G. Nicolas(B), mecanicien
- M. Schollaert (B), piloot
- H. Decleir (B), geomagnetisme / gravimetrie